# Yuriko Handa
Yuriko Handa (jap. 半田百合子 Handa Yuriko; ur. 31 marca 1940, w Japonii) – japońska siatkarka, medalistka olimpijska.

## Osiągnięcia reprezentacyjne
- Igrzyska Olimpijskie 1964